# American Poet
| Recensione | Giudizio |
| ---------- | -------- |
| Allmusic   | [ 2 ]    |

American Poet è un album dal vivo del cantautore statunitense Lou Reed pubblicato nel 2001, contenente brani tratti da un suo concerto registrato all'Hempstead Theatre di New York il 26 dicembre 1972, durante il tour nel quale presentava il disco Transformer. In quella occasione suonò con il gruppo di supporto "The Tots".
La traccia numero 6 sul disco consiste in un'intervista al musicista data alla radio il 26 dicembre 1972, nel corso della quale venne chiesto a Lou Reed se sapesse che fine avesse fatto Doug Yule, suo ex compagno nei disciolti Velvet Underground, e lui bruscamente rispose: «Morto, spero». Quando l'intervistatore esclamò: «Non puoi dire questo», Reed replicò che l'aveva proprio detto, ma che non voleva dire sul serio.

## Tracce
Testi e musiche di Lou Reed.
1. White Light/White Heat – 4:04
2. Vicious – 3:06
3. I'm Waiting For The Man – 7:14
4. Walk It Talk It – 4:04
5. Sweet Jane – 4:38
6. Interview – 5:01
7. Heroin – 8:34
8. Satellite of Love – 3:28
9. Walk on the Wild Side – 5:55
10. I'm So Free – 3:52
11. Berlin – 6:00
12. Rock 'N' Roll – 5:13

## Formazione
- Lou Reed – voce solista e chitarra ritmica

The Tots
- Vinny Laporta – chitarra
- Eddie Reynolds – chitarra, cori
- Bobby Resigno – basso
- Scottie Clark – batteria